# Tenuitellinae
Tenuitellinae es una subfamilia de foraminíferos planctónicos de la familia Candeinidae, de la superfamilia Globorotalioidea, del suborden Globigerinina y del orden Globigerinida. Su rango cronoestratigráfico abarca desde el Luteciense (Eoceno medio) hasta la Actualidad.

## Discusión
Clasificaciones posteriores han elevado Tenuitellinae a la categoría de familia, familia Tenuitellidae.

## Clasificación
Tenuitellinae incluye los siguientes géneros:
- Praetenuitella
- Tenuitella
- Tenuitellita